# Alessandra Anglesio
Alessandra Anglesio (Torino, 4 aprile 1962) è un'ex schermitrice italiana, specializzata nella spada. Ha vinto una medaglia d'argento ed una di bronzo ai Campionati mondiali di scherma.

## Palmarès
In carriera ha ottenuto i seguenti risultati:

### Mondiali
Individuale
A squadre
- Argento nella spada a Denver 1989
- Bronzo nella spada a Orléans 1988
- Bronzo nella spada a Lione 1990